# 六氟砷酸五氟合氙(VI)
六氟砷酸五氟合氙(VI)是一种无机化合物，化学式 [XeF5]+[AsF6]-，由尼尔·巴特利特的团队于1969年首次合成。。

## 制备
在通过六氟化物和氙的反应成功合成XePtF
6、XeRhF
6和XeRuF
6后，巴特利特发现这种方法只能获得少数金属的化合物，其它金属要么不形成六氟化物，要么氧化电位太低。他们必须找到另一种合成方法——答案就是使用适当的氙的氟化物和金属五氟化物来合成氙化合物。六氟砷酸五氟合氙(VI)可以由六氟化氙和五氟化砷在五氟化溴溶液中反应而成：
XeF6 + AsF5 → [XeF5]+[AsF6]-

## 性质
六氟砷酸五氟合氙(VI)是白色晶体，密度 3.51 g/cm³，熔点 130.5 °C，属于单斜晶系。